# 中條弘矩
中條 弘矩（ちゅうじょう ひろのり、1947年（昭和22年）8月4日 - ）は、日本の政治家。元香川県東かがわ市長（1期）。旭日小綬章受章。

## 来歴
香川県大川郡大内町（現・東かがわ市）出身。1970年関西学院大学経済学部卒。福祉施設職員を経て、大内町議会議員となる。1987年大内町長選挙に立候補し、当選。4期務める。2003年大内町は引田町・白鳥町と合併し、東かがわ市が発足。合併後の市長選挙に立候補し、当選した。東かがわ市長は1期務め、2007年の市長選挙には立候補しなかった。現在、特別養護老人ホームの施設長をしている。

## 栄典
2017年秋の叙勲で地方自治功労により旭日小綬章を受章。